# Mola de Binirills
El Mola de Binirills és una muntanya de 461 metres que es troba al municipi de Tivissa, a la comarca catalana de la Ribera d'Ebre.